# Katharinenkapelle Steinheim (Hungen)

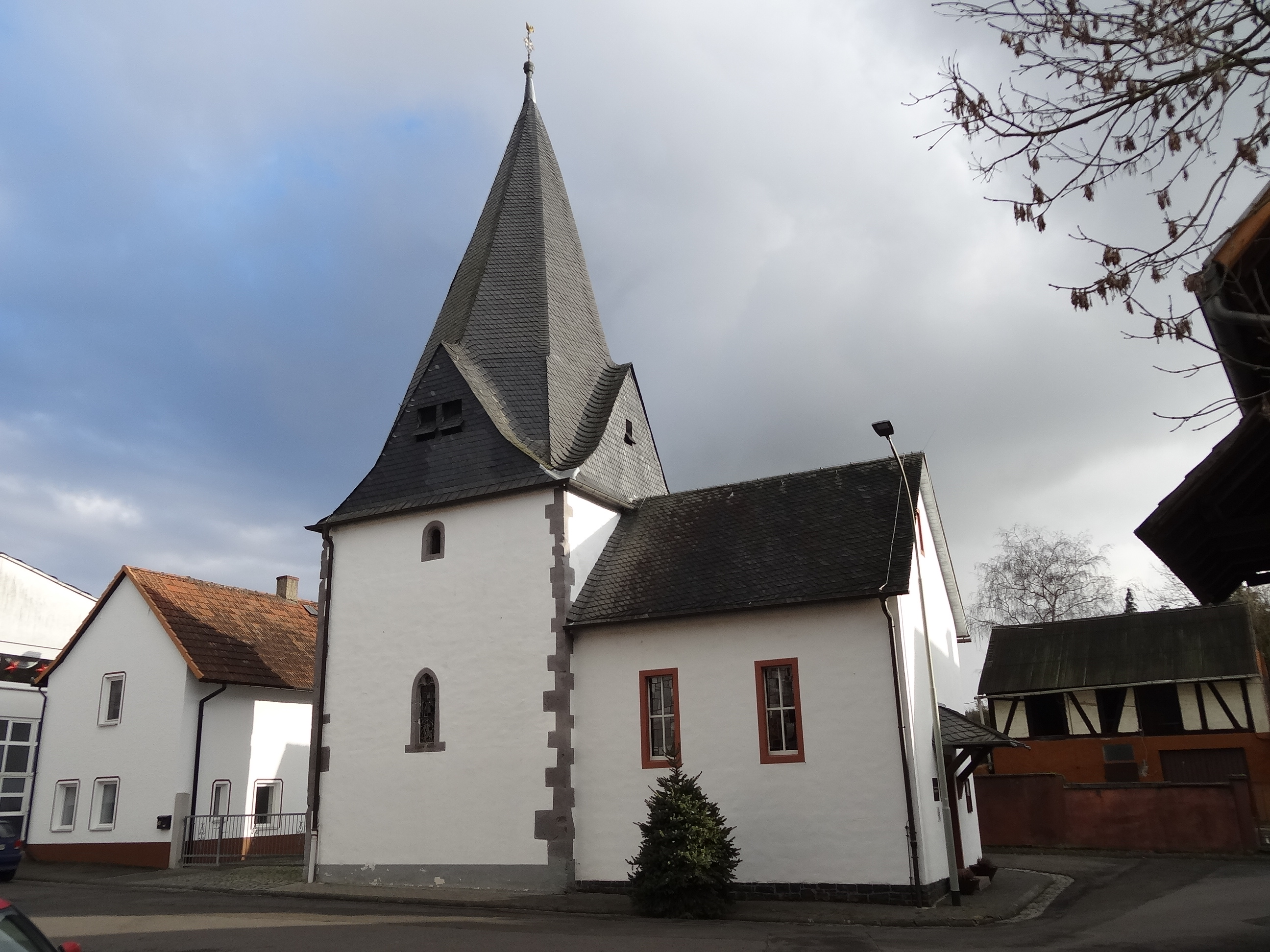
Kapelle von Westen

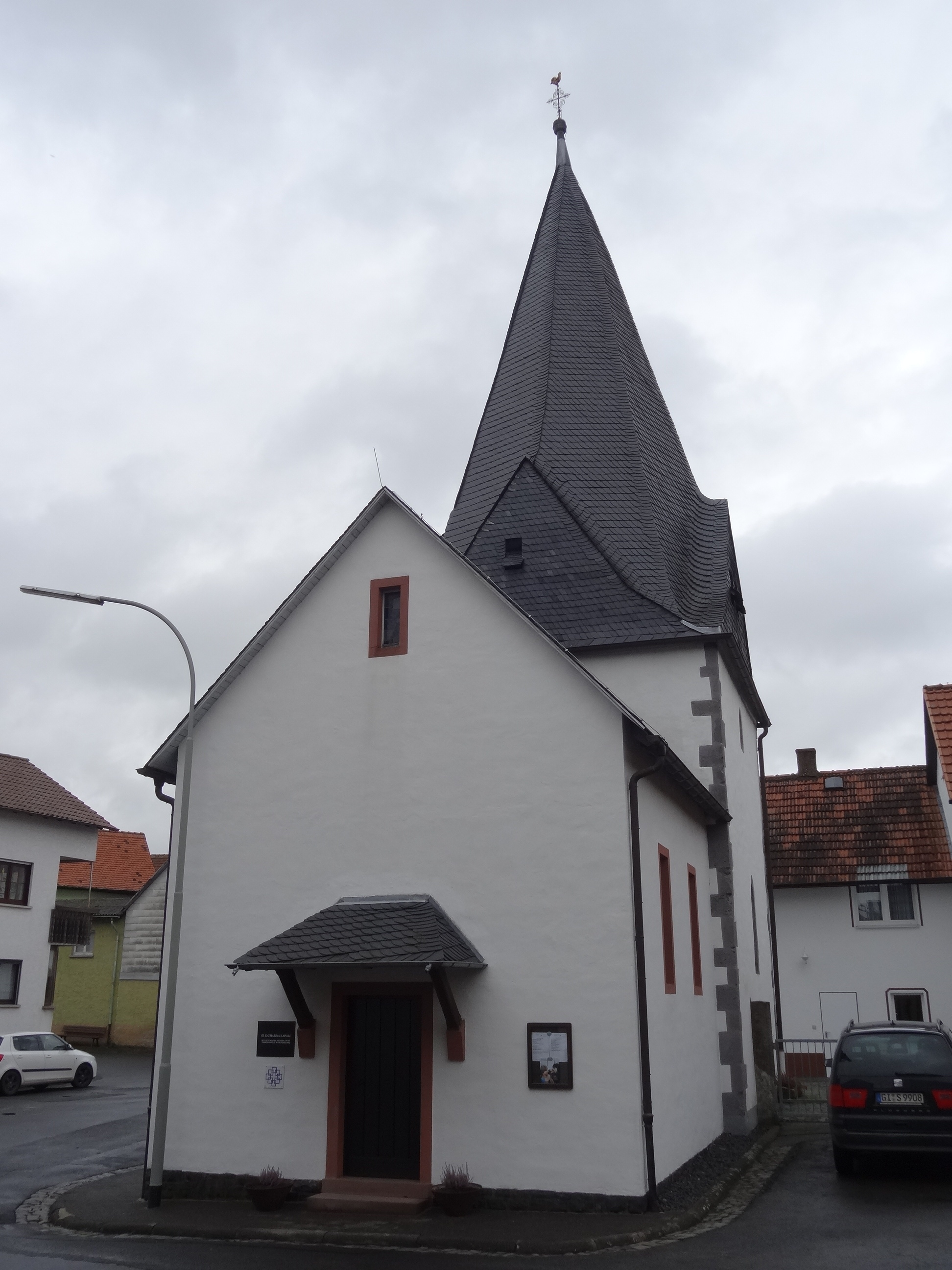
Giebelseite von Süden

Die Katharinenkapelle in Steinheim, einem Stadtteil von Hungen im Landkreis Gießen (Hessen), ist die evangelische Kirche des Ortes. Der frühgotische Chorturm wurde in der zweiten Hälfte des 13. Jahrhunderts errichtet. Der steinerne Neubau des Kirchenschiffs von 1962 ersetzt eine Fachwerkkirche aus dem 17. Jahrhundert. Die kleine Kirche mit dem wuchtigen Turm ist ortsbildprägend und hessisches Kulturdenkmal.
Die Kirchengemeinde gehört zum Dekanat Gießener Land in der Propstei Oberhessen der Evangelischen Kirche in Hessen und Nassau.

## Geschichte
In mittelalterlicher Zeit war Steinheim Filial der Mutterkirche in Rodheim im Archidiakonat St. Maria ad Gradus im Erzbistum Mainz. Kirchliche Mittelbehörden waren der Sendbezirk Rodheim und das Dekanat Friedberg. In der zweiten Hälfte des 13. Jahrhunderts wurde in Steinheim eine Kapelle errichtet und laut mündlicher Überlieferung der hl. Katharina geweiht. Mit Einführung der Reformation wechselte der Ort zum protestantischen Bekenntnis.
Am Ende des Dreißigjährigen Krieges brannte das Dorf im Jahr 1646 vollständig ab. Nur der Kirchturm blieb erhalten. Anstelle des mittelalterlichen Schiffs wurde 1696 eine Fachwerkkirche errichtet, von der keine Reste erhalten sind. Der rechteckige Grundriss betrug 5,00 × 6,40 Meter. Je zwei kleine Rechteckfenster versorgten die Kirche mit Licht. Das Innere der Fachwerkkirche wurde durch eine Flachdecke mit Unterzug abgeschlossen, die an beiden Seiten durch eine Stuckrosette mit Blättern und Früchten verziert wurde. An den beiden westlichen Seiten waren Holzemporen eingebaut, deren Brüstungen marmoriert bemalt waren. Der Triumphbogen war hellrot mit weißen Doppelfugen bemalt. Die Kanzel war an der Südecke des Triumphbogen angebracht. Nachdem diese Kirche seit Anfang des 19. Jahrhunderts immer baufälliger geworden war, wurde sie im Jahr 1847 als gottesdienstliche Versammlungsstätte aufgegeben und der Gottesdienst in der neu gebauten Steinheimer Schule abgehalten. Die Fachwerkkirche diente als Lager und verfiel zusehends. In der Pfarrchronik heißt es hierzu: „Jeder Bauer hält seinen Schweinestall besser in Ordnung. Da liegen zerbrochene Gestühlreste, Fragmente der Kanzel, heruntergestürzte Lehmhaufen, daneben werden Drainagerohre und landwirtschaftliche Geräte, Feuerleitern und andere schöne Dinge aufbewahrt.“ Die Bestrebungen der Steinheimer Pfarrer Lucius im Jahr 1860 und Pfarrer Schloss im Jahr 1910, eine Gebäudesanierung zu veranlassen, scheiterten, ebenso eine Geldsammlung durch Pfarrer Heymann im Jahr 1919. Die Kirche wurde 1962 abgerissen und durch den heutigen steinernen Bau in den Maßen des Vorgängerbaus ersetzt. Im selben Jahr wurde der Turm erstmals verputzt.

## Architektur

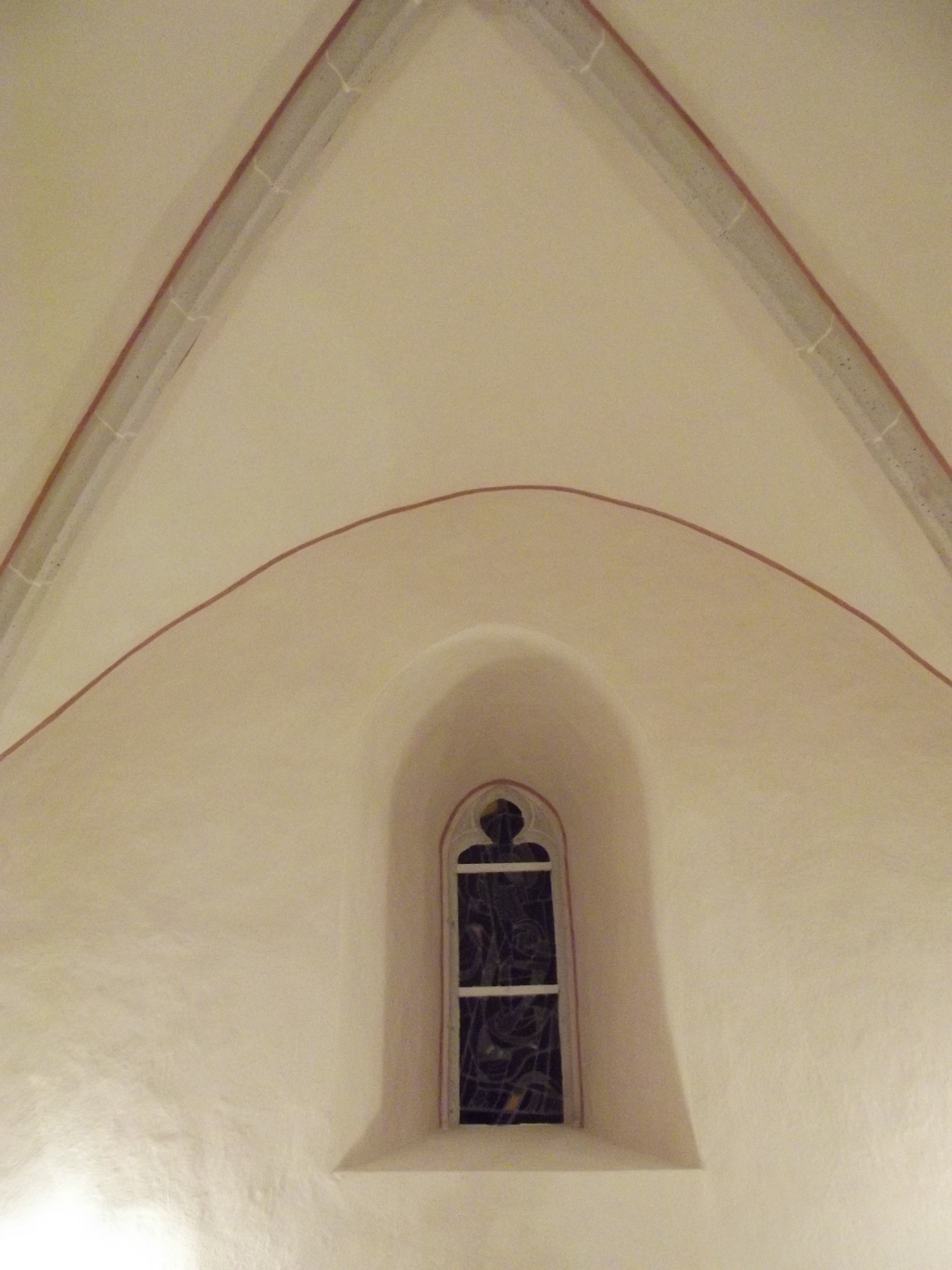
Chorgewölbe mit Südostfenster

Die Kirche ist am östlichen Ortsrand des alten Dorfkerns in nordöstlicher Richtung errichtet. Der wuchtige Chorturm aus Bruchsteinmauerwerk mit Eckquaderung aus Lungstein weist einen quadratischen Grundriss von 4,30 × 4,30 Meter auf. Der überwölbte Altarraum hat gekehlte, spätgotische Kreuzrippen des 15. Jahrhunderts ohne Konsolen und Reste alter Bemalung. Der Schlussstein ist mit einer Scheibe belegt. Gegen eine Datierung des Turms ins 15. Jahrhundert spricht die Mauerstärke von mehr als einem Meter, die sechs gut dokumentierten, aber nicht mehr erhaltenen Weihekreuze und der schmale, rundbogige Triumphbogen von 2,20 Meter lichter Weite, der keine Kämpfer hat. Die drei kleinen Rundbogenfenster an den drei freien Seiten unterhalb des Gesims stammen wohl aus der Erbauungszeit, die spätgotischen Maßwerkfenster im Erdgeschoss mit Lungsteingewänden, Spitzbogen und Nasen und das Dachwerk aus dem 15. Jahrhundert. Der verschieferte Helmaufbau besteht aus vier gleichseitigen Dreiecksgiebeln aus Fachwerk, die in einen achtseitigen Spitzhelm überleiten, der von Turmknopf, Kreuz und Wetterhahn bekrönt wird.
Das Schiff von 1962 wird von einem Satteldach abgeschlossen und an den Langseiten durch je zwei kleine rechteckige Fenster belichtet. Erschlossen wird die Kapelle durch einen rechteckigen Eingang mit verschiefertem Vordach an der Giebelseite.

## Ausstattung

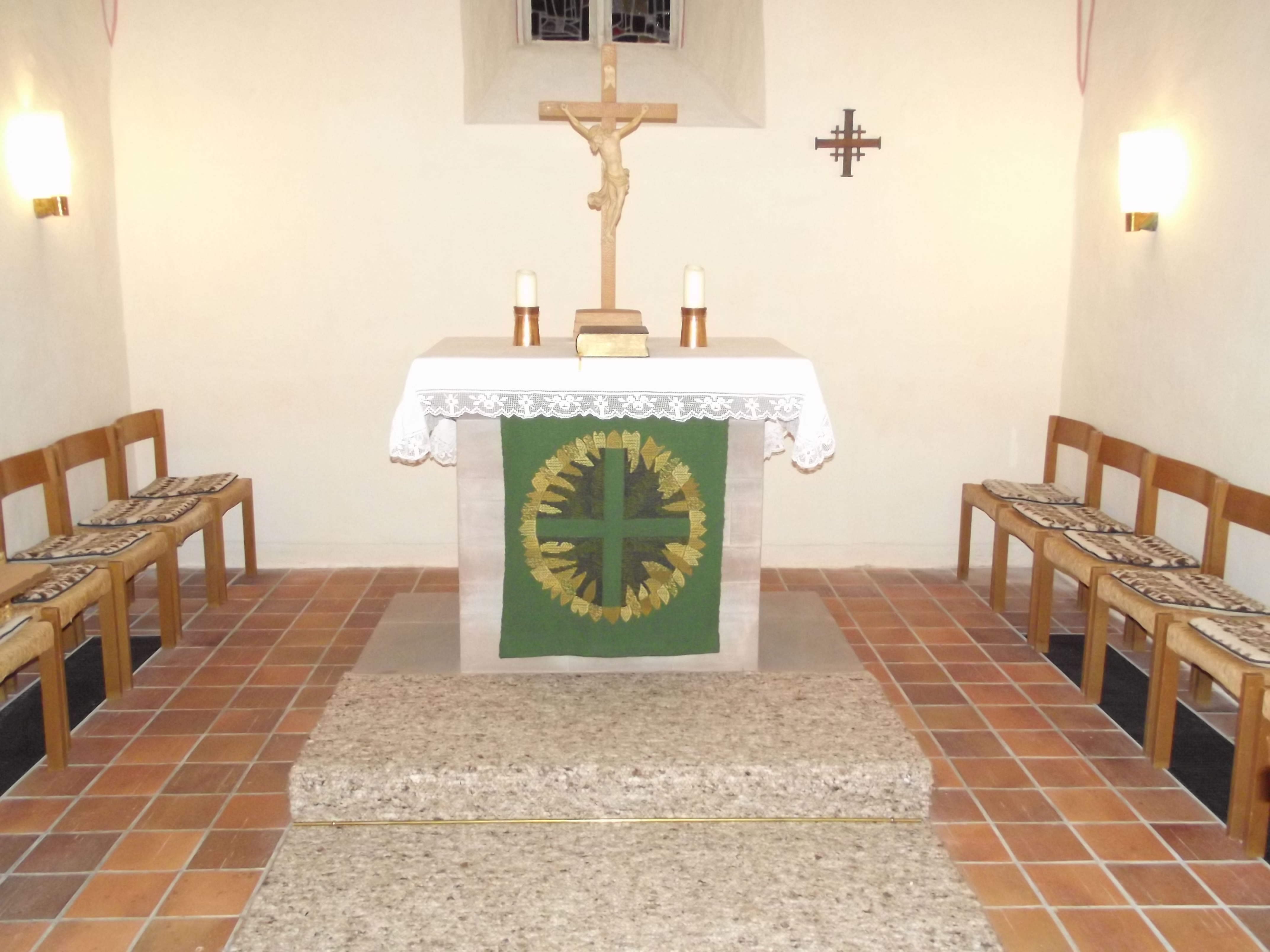
Altar

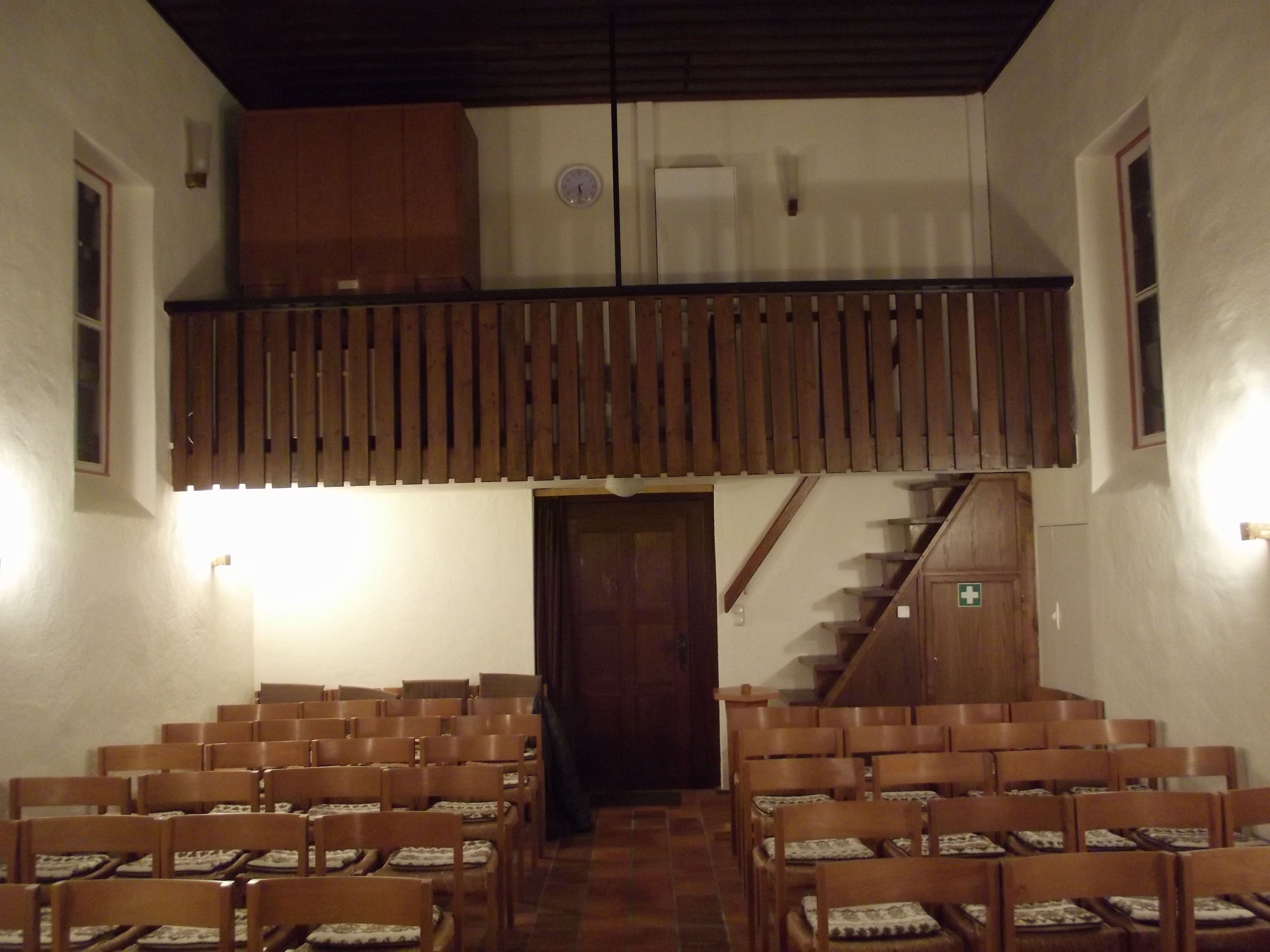
Innenraum Richtung Südwesten

Der Turm beherbergt eine Bronzeglocke aus dem Jahr 1492, die von Wipert Becker gegossen und dem hl. Cyriacus geweiht wurde. Sie weist einen Durchmesser von 745 mm auf und trägt zwischen Kreuzbogenfriesen die Inschrift: „ciro acus heys ich wipert becker goys mich do man schreyp m cccc lxxxxii“.
Der Innenraum ist schlicht ausgestattet. An den Wänden des Chorraums sind Reste spätmittelalterlicher Malerei erhalten, unter anderem ein Weihekreuz, aber nur fragmentarisch freigelegt. Im Chorraum steht um eine Stufe erhöht ein quaderförmiger Altar aus rotem Sandstein, der von einer Platte abgeschlossen wird. Darauf befinden sich ein hölzernes Kruzifix des Dreinageltypus, zwei schlichte Kerzenständer und die Altarbibel von 1965. Links im Triumphbogen ist eine sechsseitige hölzerne Taufe mit Messingschale aufgestellt. Die Taufschale zeigt in der Mitte eine Taube und auf dem Rand das Wort Jesu: „Lasset die Kindlein zu mir kommen“ (Mk 10,14 ). Rechts im Bogen steht ein Lesepult mit gedrechseltem Fuß.
Der flachgedeckte Westteil wird von einer dunklen Holzdecke abgeschlossen. Zwei Reihen mit je vier Holzstühlen lassen einen Mittelgang frei. Die schmale, hölzerne Westempore dient als Aufstellungsort der kleinen Orgel. Im Jahr 1966 baute die Licher Firma Förster & Nicolaus ein Positiv mit vier Registern.
| Manual C–f3 |    |
| Gedackt     | 8′ |
| Rohrflöte   | 4′ |
| Prinzipal   | 2′ |
| Oktave      | 1′ |